# Kâmpóng Svay
Kâmpóng Svay – dystrykt w prowincji Kâmpóng Thum, w Kambodży.
W dystrykcie leży miejscowość Prek Sbauv, w której urodził się Pol Pot.